# NGC 4269
NGC 4269 (również PGC 39719 lub UGC 7372) – galaktyka soczewkowata (S0-a), znajdująca się w gwiazdozbiorze Panny. Odkrył ją Heinrich Louis d’Arrest 4 marca 1862 roku. Należy do Gromady w Pannie.